# توهو
توهو (به ژاپنی: 東宝株式会社 Tōhō Kabushiki-kaisha) یک شرکت مشهور تهیه و توزیع فیلم و انیمیشن در ژاپن است. این شرکت سازنده اصلی فیلم‌های کوروساوا و سری فیلم‌های گودزیلا است.